# Comuna Braniștea, Bistrița-Năsăud
Braniștea (în maghiară: Árpástó) este o comună în județul Bistrița-Năsăud, Transilvania, România, formată din satele Braniștea (reședința), Cireșoaia și Măluț.

## Demografie
Componența etnică a comunei Braniștea
     Maghiari (55,94%)
     Români (37,55%)
     Alte etnii (0,11%)
     Necunoscută (6,4%)
Componența confesională a comunei Braniștea
     Reformați (51,44%)
     Ortodocși (35,76%)
     Adventiști (3,56%)
     Alte religii (1,91%)
     Necunoscută (7,34%)
Conform recensământului efectuat în 2021, populația comunei Braniștea se ridică la 2.780 de locuitori, în scădere față de recensământul anterior din 2011, când fuseseră înregistrați 3.047 de locuitori. Majoritatea locuitorilor sunt maghiari (55,94%), cu o minoritate de români (37,55%), iar pentru 6,4% nu se cunoaște apartenența etnică. Din punct de vedere confesional, majoritatea locuitorilor sunt reformați (51,44%), cu minorități de ortodocși (35,76%) și adventiști (3,56%), iar pentru 7,34% nu se cunoaște apartenența confesională.

## Politică și administrație
Comuna Braniștea este administrată de un primar și un consiliu local compus din 11 consilieri. Primarul, Tamás Martonos[*], de la Uniunea Democrată Maghiară din România, este în funcție din 2012. Începând cu alegerile locale din 2024, consiliul local are următoarea componență pe partide politice:
|  | Partid                                 | Consilieri | Componența Consiliului | Componența Consiliului | Componența Consiliului | Componența Consiliului | Componența Consiliului | Componența Consiliului |
|  | -------------------------------------- | ---------- | ---------------------- | ---------------------- | ---------------------- | ---------------------- | ---------------------- | ---------------------- |
|  | Uniunea Democrată Maghiară din România | 6          |                        |                        |                        |                        |                        |                        |
|  | Partidul Național Liberal              | 3          |                        |                        |                        |                        |                        |                        |
|  | Partidul Social Democrat               | 2          |                        |                        |                        |                        |                        |                        |

## Atracții turistice
- Biserica reformată din satul Cireșoaia
- Lunca Someșului
- Biserica Reformată din satul Braniște

### Evenimente locale
- Festivalul cireșelor din satul Cireșoaia, manifestarea se desfășoară în fiecare an la sfârșitul lunii iunie, încă din anul 1893.
- Întrunirea fiilor satului Măluț, manifestare ce are loc în fiecare an la sfârșitul lunii iunie (primul eveniment de acest gen a avut loc în anul 1994).

## Personalități
- Victor Mureșan (1881 - 1951), deputat în Marea Adunare Națională de la Alba Iulia 1918